# Kroton Calcio 1988-1989
Questa pagina raccoglie le informazioni riguardanti il Kroton Calcio nelle competizioni ufficiali della stagione 1988-1989.

## Rosa
| N. |                   | Ruolo | Calciatore         |
| -- | ----------------- | ----- | ------------------ |
|    | Italia (bandiera) | D     | Salvatore Aiello   |
|    | Italia (bandiera) | A     | Santo Aversa       |
|    | Italia (bandiera) | D     | Antonio Calabretta |
|    | Italia (bandiera) | C     | Alessandro Celano  |
|    | Italia (bandiera) | C     | Paolo Crucitti     |
|    | Italia (bandiera) | D     | Lucio Cursio       |
|    | Italia (bandiera) | D     | Giuseppe D'Amato   |
|    | Italia (bandiera) | P     | De Cicco           |
|    | Italia (bandiera) | A     | Claudio Di Campi   |
|    | Italia (bandiera) | D     | Massimo Drago      |
|    | Italia (bandiera) | C     | Alessandro Fiorita |
|    | Italia (bandiera) | C     | Antonio Germano    |

| N. |                   | Ruolo | Calciatore            |
| -- | ----------------- | ----- | --------------------- |
|    | Italia (bandiera) | C     | Salvatore La Vigna    |
|    | Italia (bandiera) | C     | Carmine Leone         |
|    | Italia (bandiera) | A     | Tommaso Lo Gatto      |
|    | Italia (bandiera) | D     | Pasquale Logiudice    |
|    | Italia (bandiera) | A     | Giuseppe Masellis     |
|    | Italia (bandiera) | D     | Luciano Mordocco      |
|    | Italia (bandiera) | D     | Francesco Ortolini    |
|    | Italia (bandiera) | P     | Fabio Piccorossi      |
|    | Italia (bandiera) | P     | Salvatore Santarsiero |
|    | Italia (bandiera) | C     | Gaetano Scicchitano   |
|    | Italia (bandiera) | C     | Luca Soncin           |
|    | Italia (bandiera) | C     | Roberto Vagnoni       |

## Risultati

### Campionato

#### Girone di andata
| 11 settembre 1988 1ª giornata | Trapani | 1 – 0 | Kroton |  |

| 18 settembre 1988 2ª giornata | Kroton | 2 – 0 | Juventus Stabia |  |

| 25 settembre 1988 3ª giornata | Lodigiani | 0 – 0 | Kroton |  |

| 2 ottobre 1988 4ª giornata | Kroton | 2 – 1 | Benevento |  |

| 9 ottobre 1988 5ª giornata | Campania | 0 – 0 | Kroton |  |

| 16 ottobre 1988 6ª giornata | Kroton | 1 – 1 | Battipagliese |  |

| 23 ottobre 1988 7ª giornata | Siracusa | 1 – 0 | Kroton |  |

| 30 ottobre 1988 8ª giornata | Kroton | 2 – 1 | Vigor Lamezia |  |

| 6 novembre 1988 9ª giornata | Kroton | 2 – 1 | Cynthia |  |

| 13 novembre 1988 10ª giornata | Turris | 0 – 1 | Kroton |  |

| 20 novembre 1988 11ª giornata | Kroton | 1 – 0 | Latina |  |

| 27 novembre 1988 12ª giornata | Cavese | 0 – 0 | Kroton |  |

| 4 dicembre 1988 13ª giornata | Kroton | 0 – 0 | Afragolese |  |

| 11 dicembre 1988 14ª giornata | Gela J.T. | 0 – 0 | Kroton |  |

| 18 dicembre 1988 15ª giornata | Kroton | 0 – 0 | Sorrento |  |

| 31 dicembre 1988 16ª giornata | Atletico Leonzio | 1 – 0 | Kroton |  |

| Arbitro: | Bernardini (Rovigo) |

|                         |           |  |
| Germano 1’ Lo Gatto 78’ | Marcatori |  |

#### Girone di ritorno
| 15 gennaio 1989 18ª giornata | Kroton | 1 – 0 | Trapani |  |

| 22 gennaio 1989 19ª giornata | Juventus Stabia | 2 – 1 | Kroton |  |

| 5 febbraio 1989 20ª giornata | Kroton | 1 – 2 | Lodigiani |  |

| 12 febbraio 1989 21ª giornata | Benevento | 1 – 1 | Kroton |  |

| 19 febbraio 1989 22ª giornata | Kroton | 0 – 0 | Campania |  |

| 5 marzo 1989 23ª giornata | Battipagliese | 3 – 3 | Kroton |  |

| 12 marzo 1989 24ª giornata | Kroton | 2 – 2 | Siracusa |  |

| 19 marzo 1989 25ª giornata | Vigor Lamezia | 0 – 0 | Kroton |  |

| 25 marzo 1989 26ª giornata | Cynthia | 1 – 0 | Kroton |  |

| 9 aprile 1989 27ª giornata | Kroton | 1 – 0 | Turris |  |

| 16 aprile 1989 28ª giornata | Latina | 1 – 1 | Kroton |  |

| 23 aprile 1989 29ª giornata | Kroton | 0 – 1 | Pro Cavese |  |

| 30 aprile 1989 30ª giornata | Afragolese | 3 – 2 | Kroton |  |

| 14 maggio 1989 31ª giornata | Kroton | 3 – 2 | Gela J.T. |  |

| 21 maggio 1989 32ª giornata | Sorrento | 2 – 1 | Kroton |  |

| 28 maggio 1989 33ª giornata | Kroton | 1 – 1 | Atletico Leonzio |  |

| Nola 4 giugno 1989 34ª giornata                                                                     | Nola      | 3 – 3                       | Kroton | Stadio Comunale Piazza d'Armi |
| \| \| \| \| \| La Manna 5’ Izzo 29’ Sapio 90’ (rig.) \| Marcatori \| 7’, 69’ Mordocco 66’ Aversa \| |           |                             |        |                               |
| |           |                             |        |                               |
| La Manna 5’ Izzo 29’ Sapio 90’ (rig.)                                                               | Marcatori | 7’, 69’ Mordocco 66’ Aversa |        |                               |